# موئدین کوتی
موئدین کوتی (انگلیسی: Moideen Kutty؛ ۱۹۲۸ – ۷ سپتامبر ۲۰۱۱) بازیکن فوتبال اهل پاکستان بود.
وی همچنین در تیم ملی فوتبال پاکستان بازی کرده است.